# Kaiir Elam
Kaiir Elam (Riviera Beach, 5 maggio 2000) è un giocatore di football americano statunitense che milita nel ruolo di cornerback per i Dallas Cowboys della National Football League (NFL).

## Carriera universitaria
Nella sua prima stagione a Florida, Elam disputò tutte le 13 partite, di cui 5 come titolare, facendo registrare 11 tackle, 3 intercetti e 4 passaggi deviati, venendo inserito nella formazione ideale dei debuttanti della Southeastern Conference (SEC). Il 10 gennaio 2022 annunciò la decisione di passare tra i professionisti.

## Carriera professionistica

### Buffalo Bills
Elam fu scelto come 23º assoluto nel Draft NFL 2022 dai Buffalo Bills. Debuttò come professionista subentrando nella gara del primo turno vinta contro i Los Angeles Rams mettendo a segno 3 placcaggi. La sua stagione da rookie si concluse con 29 tackle e 2 intercetti in 13 presenze, di cui 3 come titolare. Un altro intercetto lo mise a referto nel primo turno di playoff su Skylar Thompson nella vittoria sui Miami Dolphins.

### Dallas Cowboys
Il 12 marzo 2025 Elam fu scambiato con i Dallas Cowboys.